# Alocasia puber
Alocasia puber là một loài thực vật có hoa trong họ Ráy (Araceae). Loài này được (Hassk.) Schott mô tả khoa học đầu tiên năm 1856.